# بودوج
بودوج (بالروسية: Пудож) هي إحدى مدن روسيا في الكيان الفدرالي الروسي جمهورية كاريليا.